# James Joyce (Politiker)

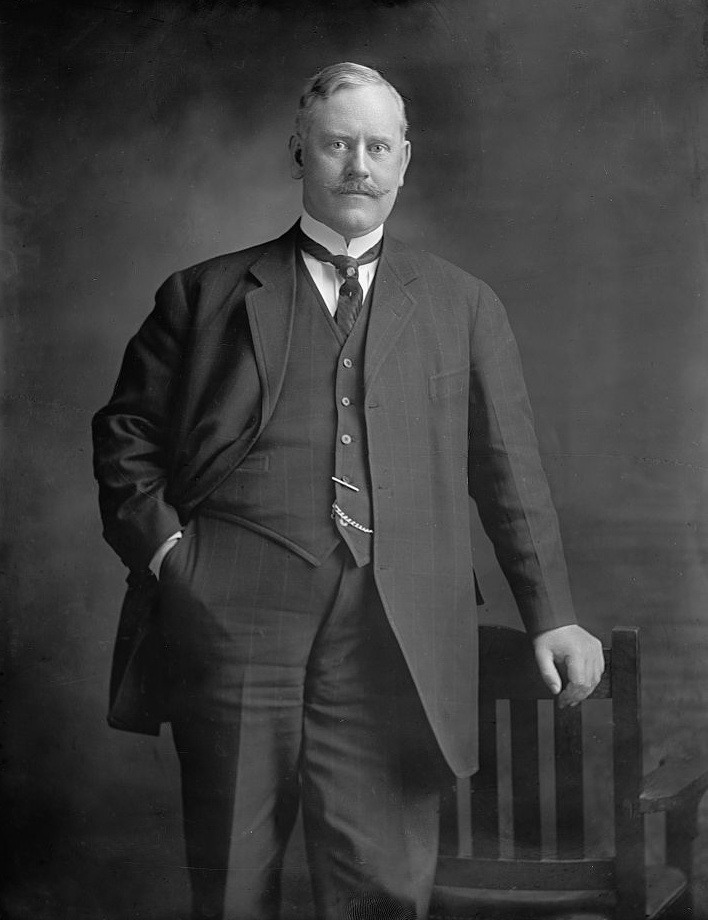
James Joyce

James Joyce (* 2. Juli 1870 in Cumberland, Guernsey  County, Ohio; † 25. März 1931 in Cambridge, Ohio) war ein US-amerikanischer Politiker. Zwischen 1909 und 1911 vertrat er den Bundesstaat Ohio im US-Repräsentantenhaus.

## Werdegang
James Joyce besuchte die öffentlichen Schulen seiner Heimat. Danach unterrichtete er in Cumberland und Pleasant City als Lehrer. Nach einem Jurastudium an der Cincinnati Law School und seiner 1892 erfolgten Zulassung als Rechtsanwalt begann er ab 1895 in Cambridge in diesem Beruf zu arbeiten. Dazwischen war er von 1893 bis 1895 Leiter der Senecaville High School. Politisch schloss er sich der Republikanischen Partei an. Zwischen 1896 und 1900 saß er als Abgeordneter im Repräsentantenhaus von Ohio; im Juni 1904 nahm er als Delegierter an der Republican National Convention in Chicago teil, auf der Präsident Theodore Roosevelt zur Wiederwahl nominiert wurde.
Bei den Kongresswahlen des Jahres 1908 wurde Joyce im 15. Wahlbezirk von Ohio in das US-Repräsentantenhaus in Washington, D.C. gewählt, wo er am 4. März 1909 die Nachfolge von Beman Gates Dawes antrat. Da er im Jahr 1910 nicht bestätigt wurde, konnte er bis zum 3. März 1911 nur eine Legislaturperiode im Kongress absolvieren. Nach seiner Zeit im US-Repräsentantenhaus praktizierte Joyce wieder als Anwalt in Cambridge. Im Jahr 1916 bewarb er sich erfolglos um den Posten eines Richters am Supreme Court of Ohio. Er starb am 25. März 1931 in Cambridge, wo er auch beigesetzt wurde.